# 曾厝崙
曾厝崙，是臺灣彰化縣田尾鄉的一個地名，位於該鄉中部偏東。就行政區而言，範圍大致包括北曾村、南曾村。

## 歷史
台灣清治末期至日治初期，曾厝崙地區為一街庄，稱為「曾厝崙庄」，隸屬於武西堡。該庄北與湳港西庄為鄰，東與鎮平庄為鄰，南邊及西南邊為饒平厝庄，西邊一小段為田尾庄，西北邊為打簾庄。
1901年（日治明治三十四年）11月，該庄隸屬於彰化廳。1909年（明治四十二年）10月，改隸屬於臺中廳。1920年（大正九年），該庄改制並改名為「曾厝崙」大字，隸屬於臺中州北斗郡田尾庄。
戰後田尾庄改制為田尾鄉，隸屬於彰化縣，大字亦改制為村。
　

## 交通
省道台1線大致以東北－西南走向經過曾厝崙西北部邊界地帶，由此往東北可前往員林、彰化、清水、新竹等地，往西南可前往西螺、斗南、嘉義、新營等地。